# 超劑量維他命療法
超劑量維他命療法（英語：Megavitamin therapy）是一種透過攝取超過參考膳食攝取量的維他命來預防或治療疾病的方式。超劑量維他命療法在替代醫學當中相當普遍，也被稱為正分子醫學療法。適量的維他命能夠預防或治療維他命缺乏所造成的疾病，但醫學研究的結論是，超劑量維他命療法所宣稱治療廣泛各種疾病的說法並沒有證據。醫學共識認為，任何大大超過營養需求劑量的維生素，會導致毒性（維生素 A 和 D）或超量的劑量被代謝排出身體；因此，支持補充維生素的科學證據僅僅支持正常劑量範圍內的使用。  
而大眾對於正分子療法看法不一，有評論認為正分子療法的某些內容只是潮流性的食物盲從現象甚至是江湖庸醫。
目前研究顯示在風濕性疾病、青光眼及思覺失調症等都沒有顯著的效果。總體而言，營養補充劑的研究認為有些維生素的膳食補充品可能是有益的，但也有些可能是有害的。而有相關案例則指出，超劑量維他命療法可能會影響病患的血糖測定，進而干擾治療的進行。幾種特定的營養補充劑反而增加它們本要預防的疾病。

## 用途
超劑量維他命療法大致上不屬於實證醫學的範疇，通常是在另類療法的正分子療師、自然療法師的推薦下，越來越多的患者開始使用。 一項隨機對照臨床試驗的結果顯示維生素 C、維生素 E 或 β-胡蘿蔔素沒有降低癌症風險的功效。 

### 維生素C
主條目：Vitamin C megadosage

台灣對於成年男性及女性的維生素C推薦膳食攝取量為100毫克/天。而根據北美参考膳食摄入量，成年男性維生素C的推薦膳食攝取量（RDA）為每天90毫克，成年女性為每天75毫克，但不要超過每日2,000毫克。雖然萊納斯·鮑林在化學和生物化學領域備受推崇，但他也因提倡大量攝取維生素 C 而聞名。他堅定認為，攝取超過 1,000 毫克有助於增強免疫系統對抗感冒，但並不符合實證研究的結果。一項對小劑量和大劑量維生素 C 的臨床試驗表明，維生素 C 沒有降低普通感冒發病率的證據。 
正常口服劑量（每日 30-180 毫克）時，人體可吸收約 70-90% 的維生素 C。在每日1,000 毫克劑量時，吸收率降至 50% 。即使在超大劑量(每四小時口服 3 克)，血中濃度也不會超過 220 微摩爾/公升。

#### 不良反應
儘管有時維生素 C 被認為無毒，但已知的副作用確實存在 。例如，一種葡萄糖-6-磷酸去氫酶缺乏症（G6PD缺乏症）的遺傳疾病在使用靜脈注射維生素 C 可能出現溶血性貧血。 每天服用 3 克以上的劑量可能就會產生不良反應。大劑量服用的常見「閾值」副作用是腹瀉。由於維生素 C 代謝過程中會產生草酸，因此大劑量維生素 C 可能會引起高草酸尿症。維生素 C 也可能使尿液酸化，可能促進腎結石或藥物沉澱在尿液中。其他可能的不良反應包括增加尿酸排泄、「反彈性壞血病」、預氧化作用(preoxidant effects)、鐵超負荷、減少維生素 B12 和銅的吸收、增加耗氧量，以及咀嚼維生素 C 片時牙齒酸蝕。

##### 癌症
萊納斯·鮑林（Linus Pauling）發表研究稱靜脈注射維生素 C 可顯著延長晚期癌症患者的壽命。這項研究因實驗組與對照組設計差異太大而受到美國國家癌症研究所批評，不可信。
根據一篇系統回顧文獻，未有高品質的證據證實口服或靜脈注射維生素C能在癌症患者身上起到抗癌作用，僅有微弱證據說明靜脈注射維生素C能提高癌症患者生活質量，但是靜脈注射維生素C具有潛在毒性。維生素C對於癌症患者的治療效果並未得到充分支持
梅約醫學中心（Mayo Clinic）對於癌症患者的三項雙盲安慰劑對照隨機試驗，結論是維生素C對於癌症患者並無治療效果。2010年回顧性文獻稱：自鮑林1976年發表，經過了33年之後續研究，仍看不出來維生素C，對於那一種癌症，有任何顯著、具有臨床意義的抗癌效果。
美國癌症協會表示，「儘管高劑量的維生素 C 有被認為可能是一種癌症治療方法，但目前的臨床試驗證據並未顯示出任何好處。」 

#### 普通感冒
根據一篇關於不同劑量的維生素C與感冒治療的臨床試驗回顧，每天200毫克服用維生素C，並不能降低一般人群的普通感冒發生率，但在兒童中，每日1至2克的維生素 C 可使感冒持續時間縮短 18%，在成人中，每日1至4克的維生素 C 可使感冒持續時間縮短 8%。成年人試驗的分組報告指出，維生素C補充品能夠減少於亞北極地區的馬拉松運動員、滑雪者或士兵中半數感冒的發生。有一篇文獻也提到維生素 C 可以縮短並緩解普通感冒，並可在特定條件下和特定人群中預防感冒。另一篇綜合分析則發現維生素C於預防及減少兒童的上呼吸道感染的持續時間方面具有統計學意義
考克蘭實證醫學資料庫（Cochrane Library）系統綜述，則結論：「服用維生素 C ，對感冒的持續時間或嚴重程度沒有影響。」

#### 痛風
一篇統合分析文章指出額外的維生素C補充能夠顯著降低血中尿酸濃度，這是一種痛風的危險因子；另一篇前瞻性研究則指出了中維生素C的攝取量與罹患痛風的風險呈現負相關，補充維生素C可能有助於預防痛風。

### 維生素E
明顯的缺乏症非常罕見，僅見於無法吸收維生素或遺傳異常的情況。台灣對於成年男性及女性的維生素E推薦膳食攝取量為12毫克/天(美國為15毫克/天)。美國食品與營養委員會另根據動物實驗模型顯示高劑量維生素E導致出血，制定可耐受最高攝取量為1000毫克(1500國際單位)/天。在美國，隨著研究顯示服用維生素E補充劑並無明顯好處，甚至有負面效果，維生素E使用量近年有降低趨勢。一統合分析顯示維生素E補充劑與心血管疾病(非致命性中風及心肌梗塞)及其死亡率無相關性。另一綜合分析則顯示高劑量維生素E會提高全因死亡率。

### 菸鹼素
台灣及美國對於成年男性的菸鹼素推薦膳食攝取量為16毫克/天，女性為14毫克/天。菸鹼素在美國可作為處方藥，分為速放劑型(500毫克膠囊，一日最多3000毫克)及延長釋放劑型(500或1000毫克膠囊，一日最多2000毫克)；亦可作為營養補充品使用(500-1000毫克膠囊)。菸鹼素有時會與其他種類降血脂藥合併使用。系統性文獻回顧顯示菸鹼素對心血管疾病及其死亡率無明顯效果，即使菸鹼素可以提高高密度脂蛋白濃度。副作用包括提升糖尿病風險等。